# Église Saint-Menoux de Saint-Menoux
L'église romane de Saint-Menoux est située sur la commune de Saint-Menoux, dans le département français de l'Allier en région Auvergne-Rhône-Alpes, en plein cœur du Bourbonnais.
Elle fait partie des nombreuses églises romanes du pays de Souvigny.
L'église fait l’objet d’un classement au titre des monuments historiques par la liste de 1840.

## Histoire

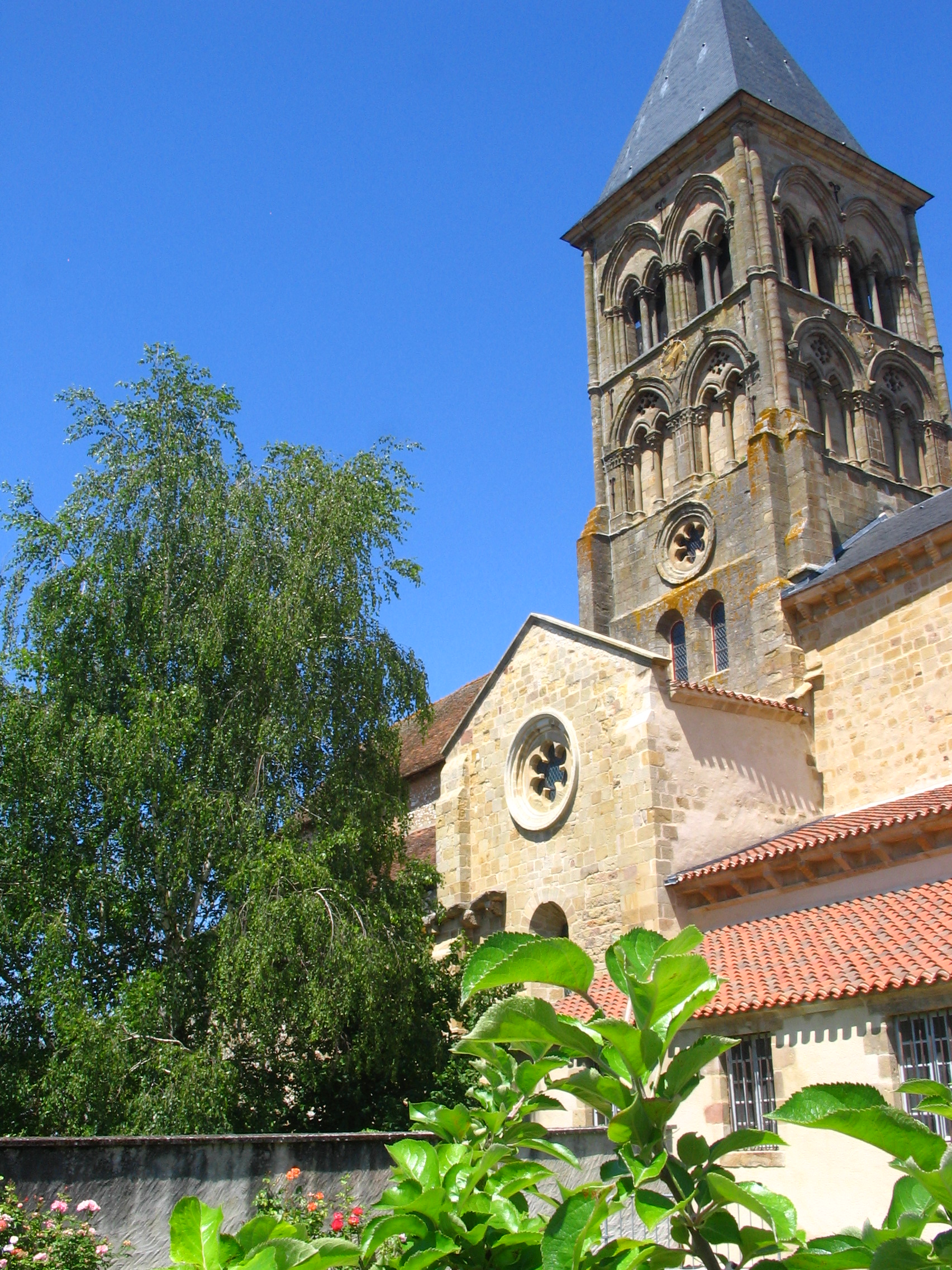
Aile méridionale du transept de l'église Saint-Menoux.

L'église faisait partie d'un couvent de bénédictines construit pour accueillir les pèlerins venus se recueillir sur la tombe de l'évêque breton Menou. Ce dernier est mort dans l'antique bourg de Mailly rebaptisé plus tard en Saint-Menoux, en son hommage. Les abbesses organisent d'importantes foires et marchés et grâce à la protection des Bourbons, les commerçants et les acheteurs s'y pressent. Le village se développe donc autour de son abbaye. 
À la Révolution, le maire de la commune profane les tombeaux des abbesses et l'église avec un groupe de vandales. Il sera jeté en prison quelques mois plus tard. Au bord de la ruine, c'est l'inspecteur général en chef des Monuments historiques, Prosper Mérimée, qui va sauver l'église de Saint-Menoux en la classant au titre des Monuments historiques sur sa première liste, en 1840, pour ainsi pouvoir obtenir des crédits pour la restaurer.

## Architecture
Joyau de l'art roman, l'église de Saint-Menoux possède un narthex du Xe siècle, partie la plus ancienne de l'édifice. Le roman bourguignon est dans le chœur de l'édifice à son apogée. En effet, pilastres cannelés, chapiteaux corinthiens... sont ici omniprésents. Il rappelle la grande abbaye de Cluny. L'étagement des toitures du chevet rappelle lui les églises romanes majeures auvergnates. Le chevet mélange donc les influences bourguignonnes, au point de vue de la décoration, et les influences auvergnates, au niveau de l'architecture. Durant l'âge gothique, la nef est reconstruite tout en conservant le narthex et le chevet. Le clocher et sa flèche de pierre, depuis détruite à la Révolution, date aussi de cette époque.

## La débredinoire
Dans le chœur de l'église se trouve la débredinoire, sarcophage contenant les reliques du saint, pourvu d'un trou où l'on passe la tête pour n'être plus bredin (un "bredin" est un simple d'esprit en parler bourbonnais).

## Galerie d'images

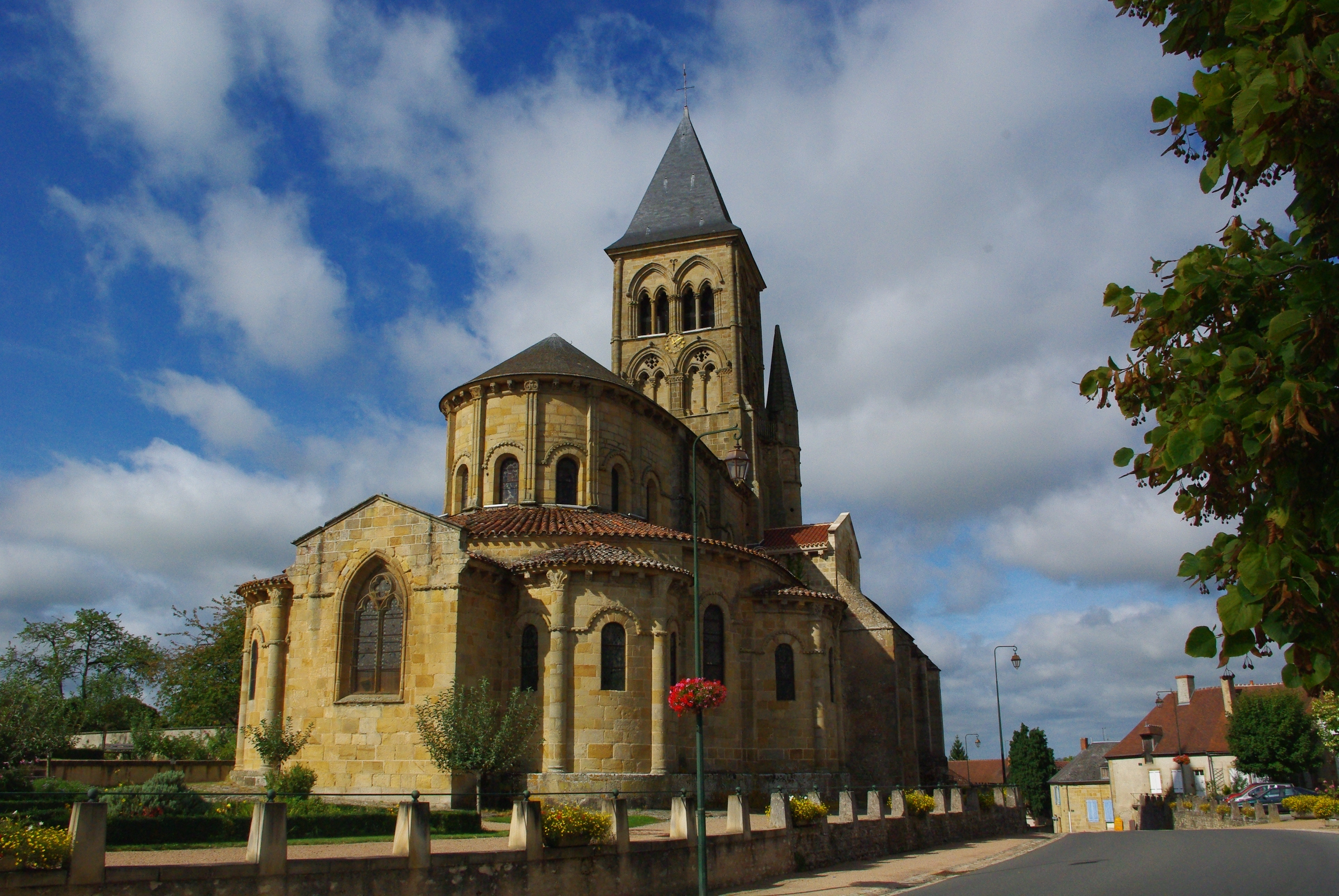
Vue générale de l'église.
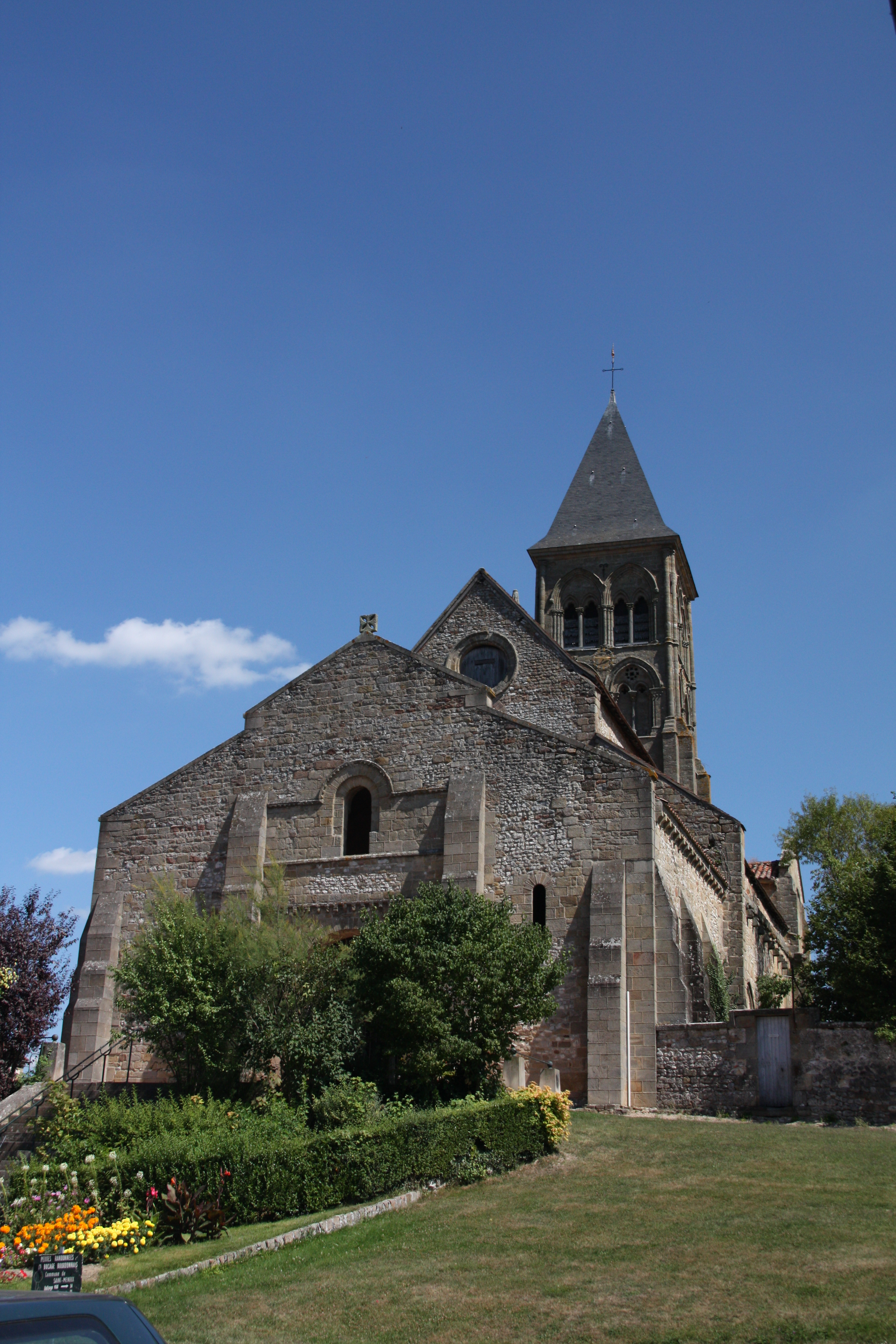
Narthex, 10ème, extérieur.
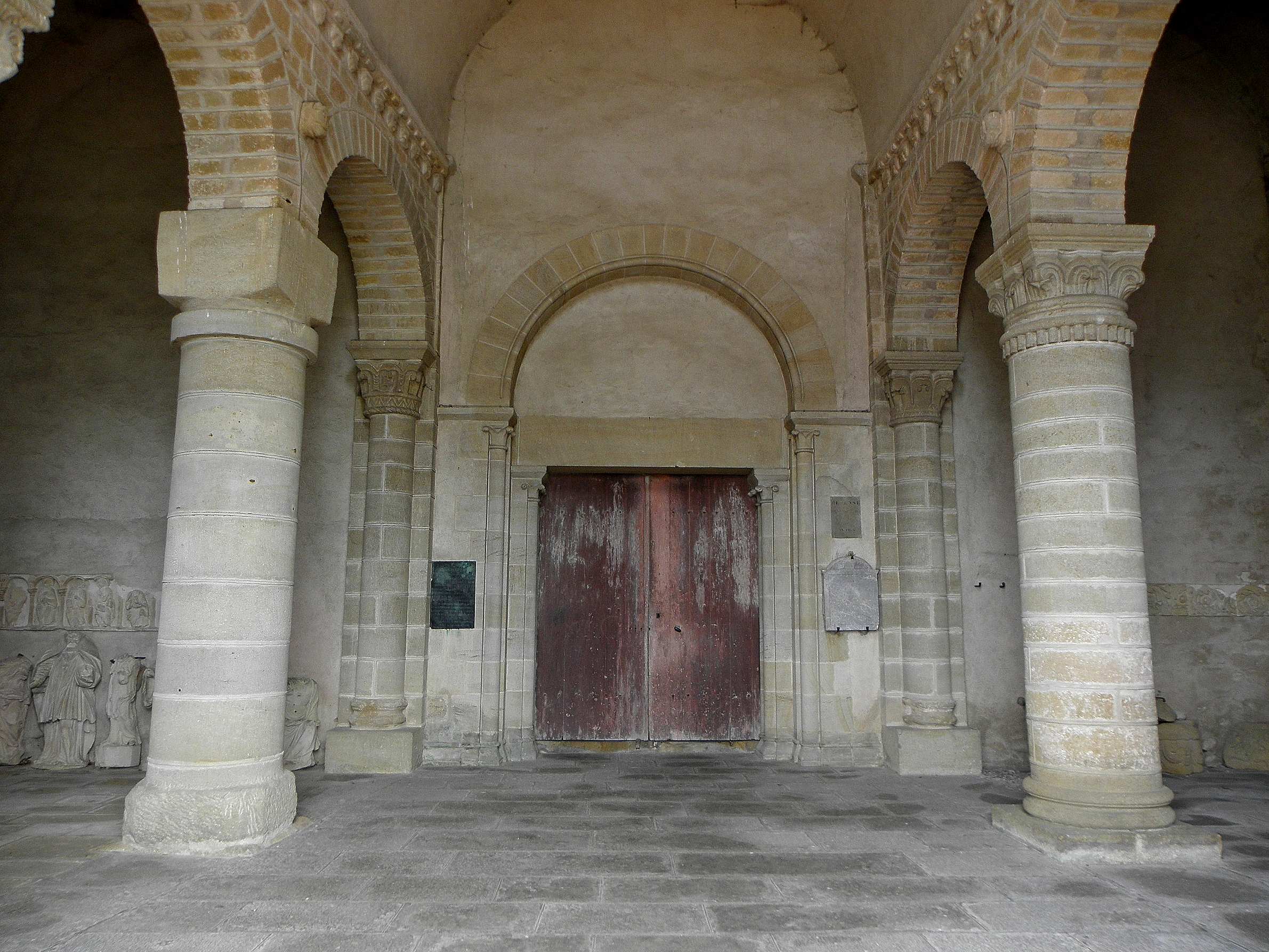
Narthex, intérieur.
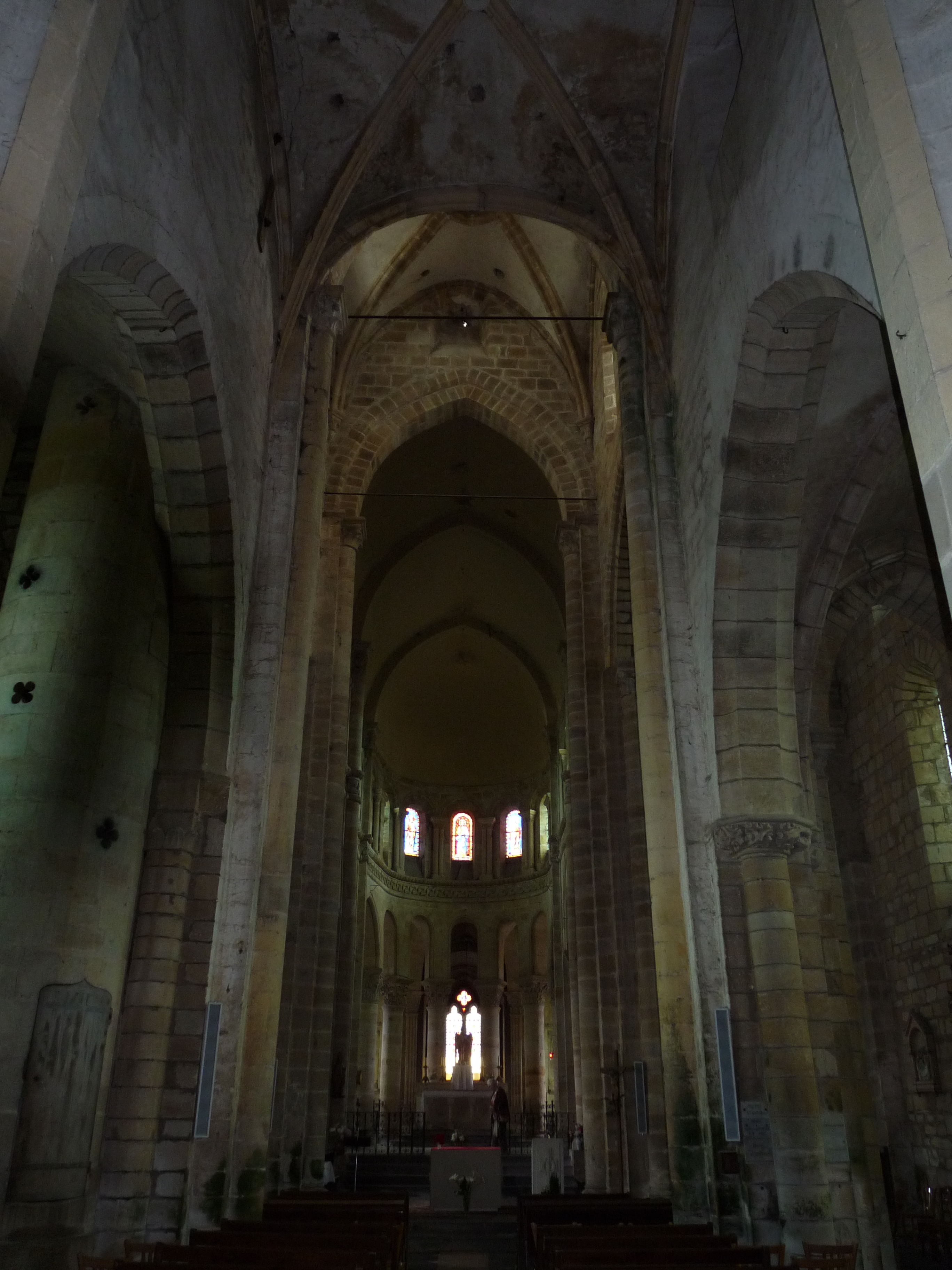
Intérieur de l'église.
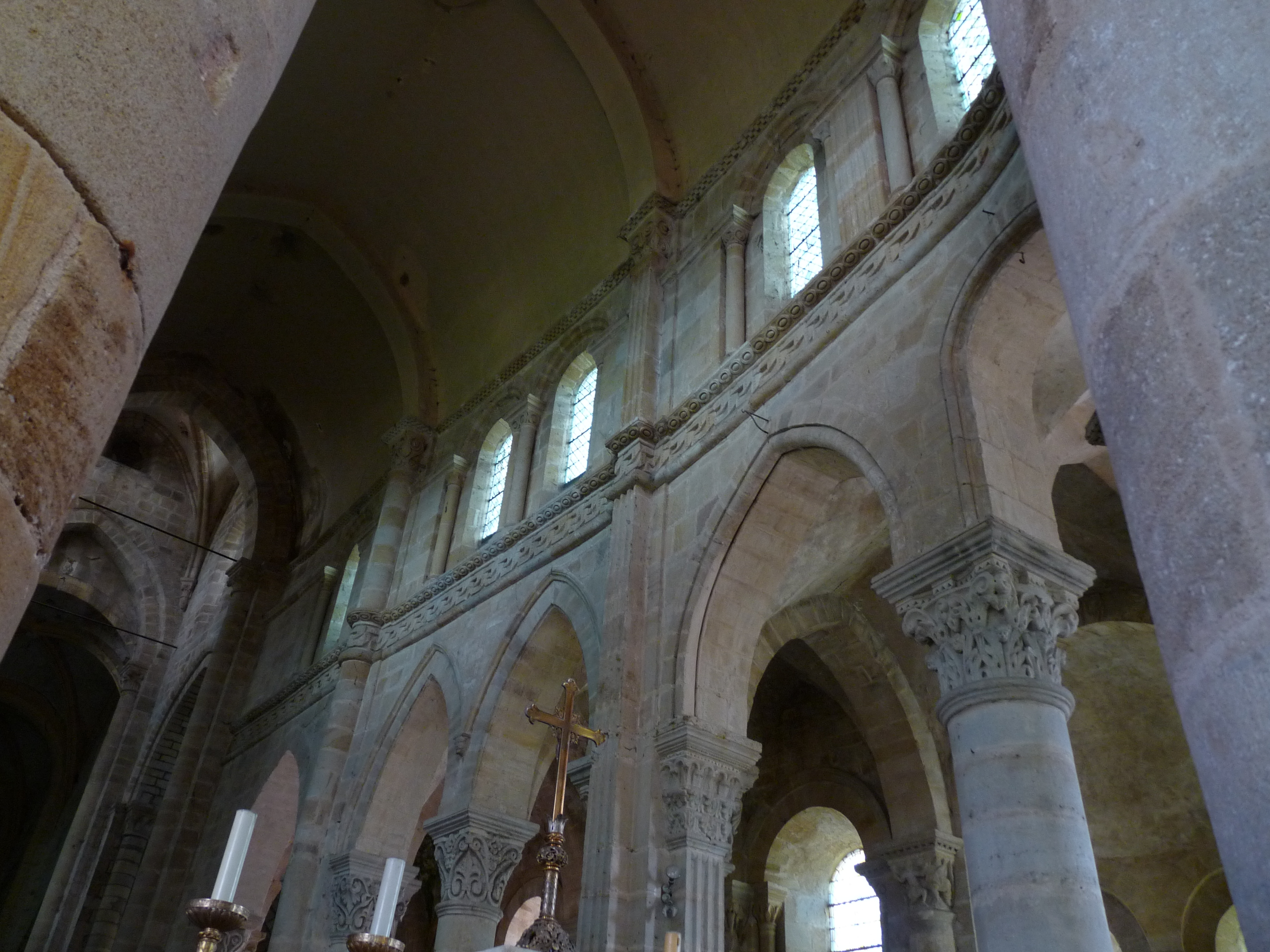
Chapiteaux.
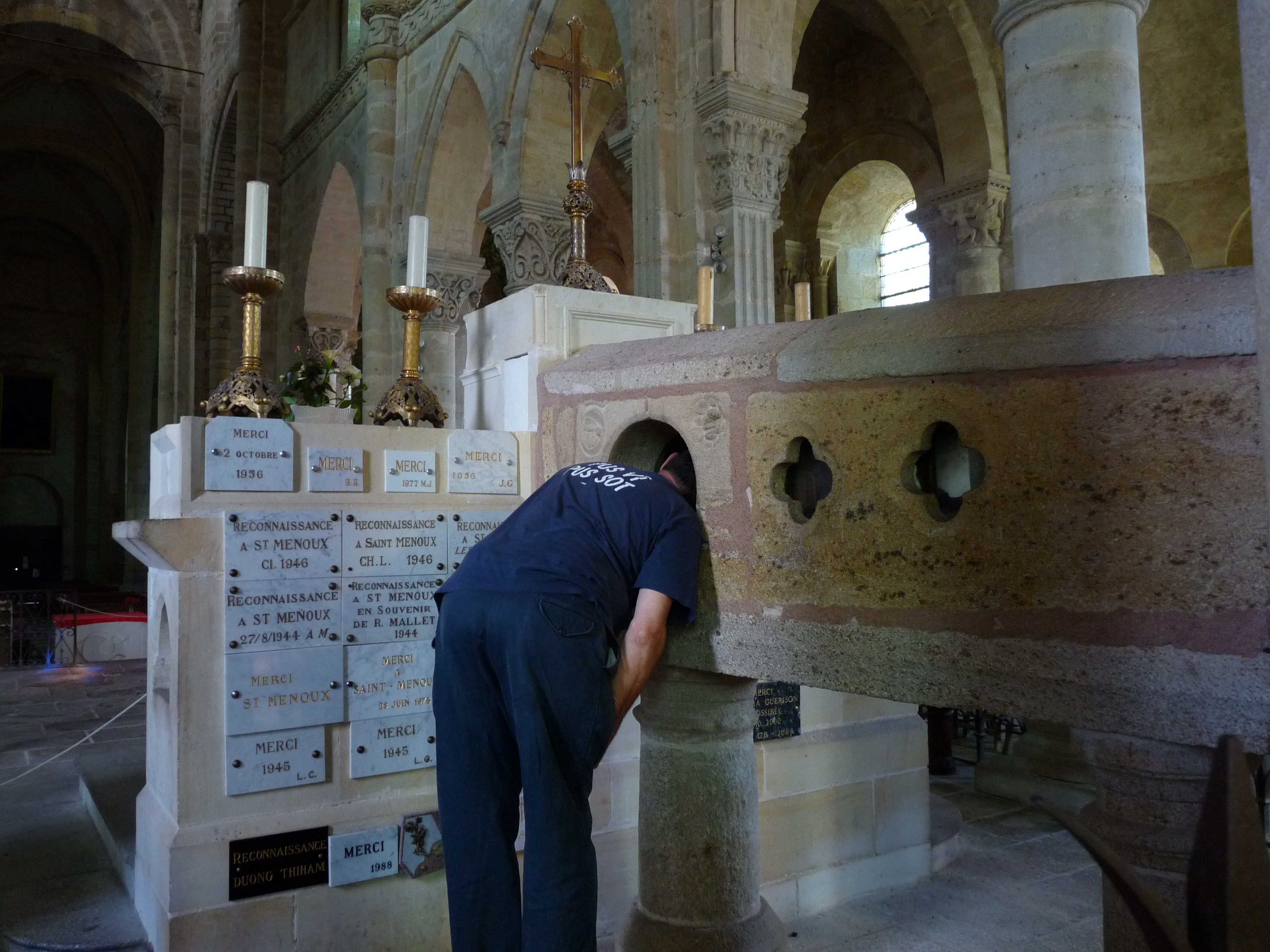
La débredinoire et son usage.

### Les plaques funéraires et le porche

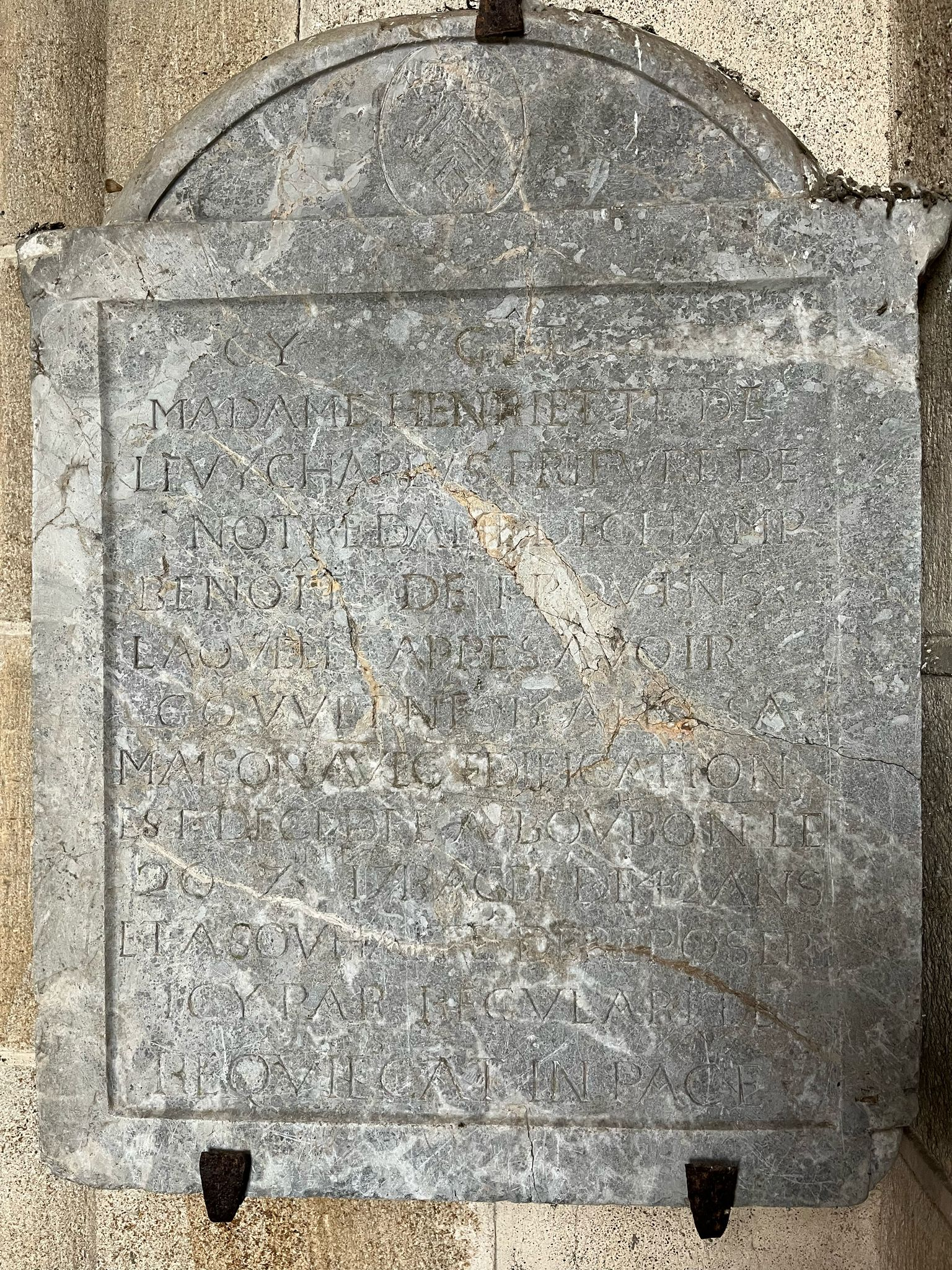
Stèle de la prieure Henriette de Lévy-Charlus (morte en 1713 à Bourbon).
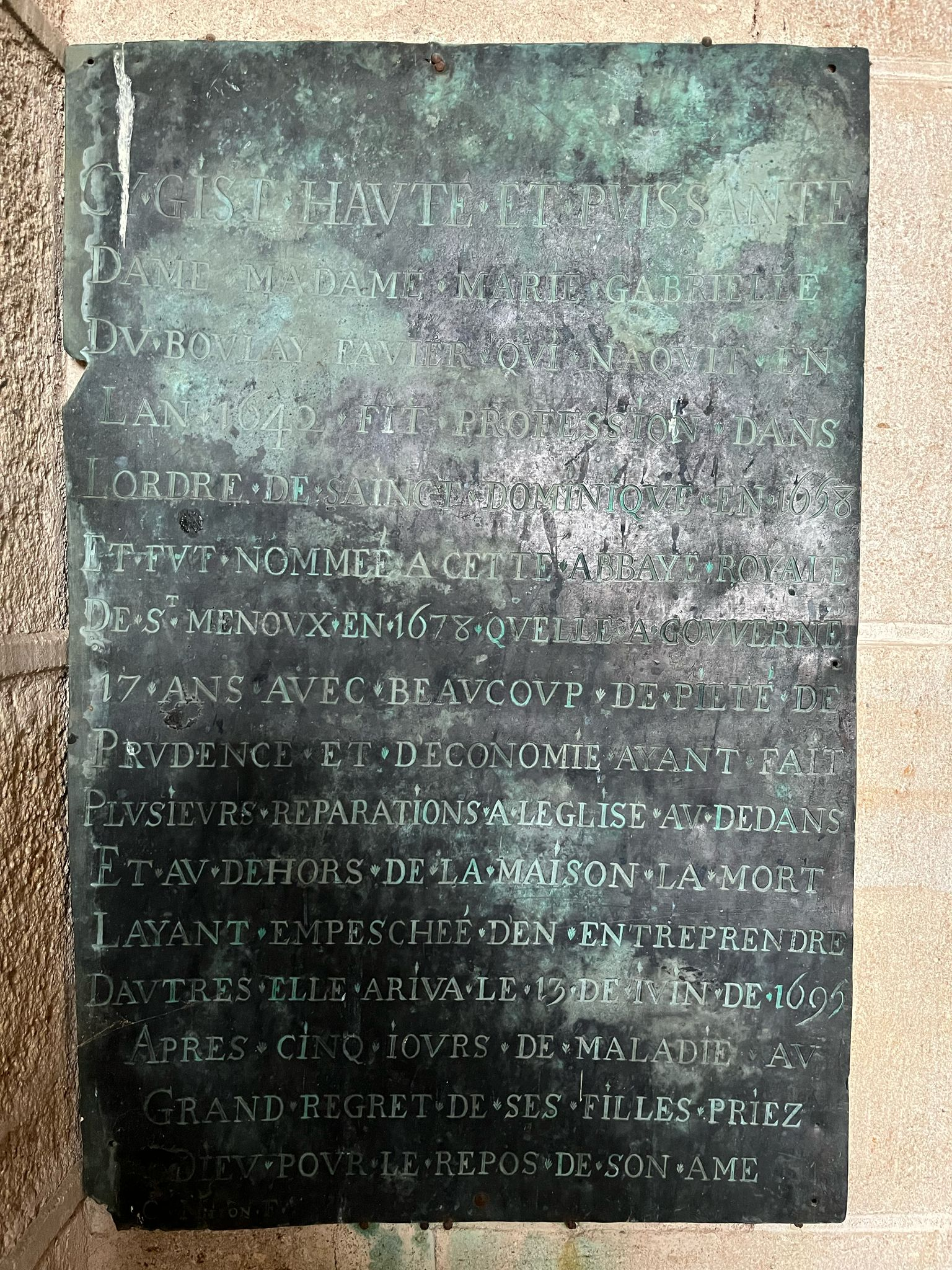
Stèle de Marie-Gabrielle du Boulay-Favier (morte en 1695).
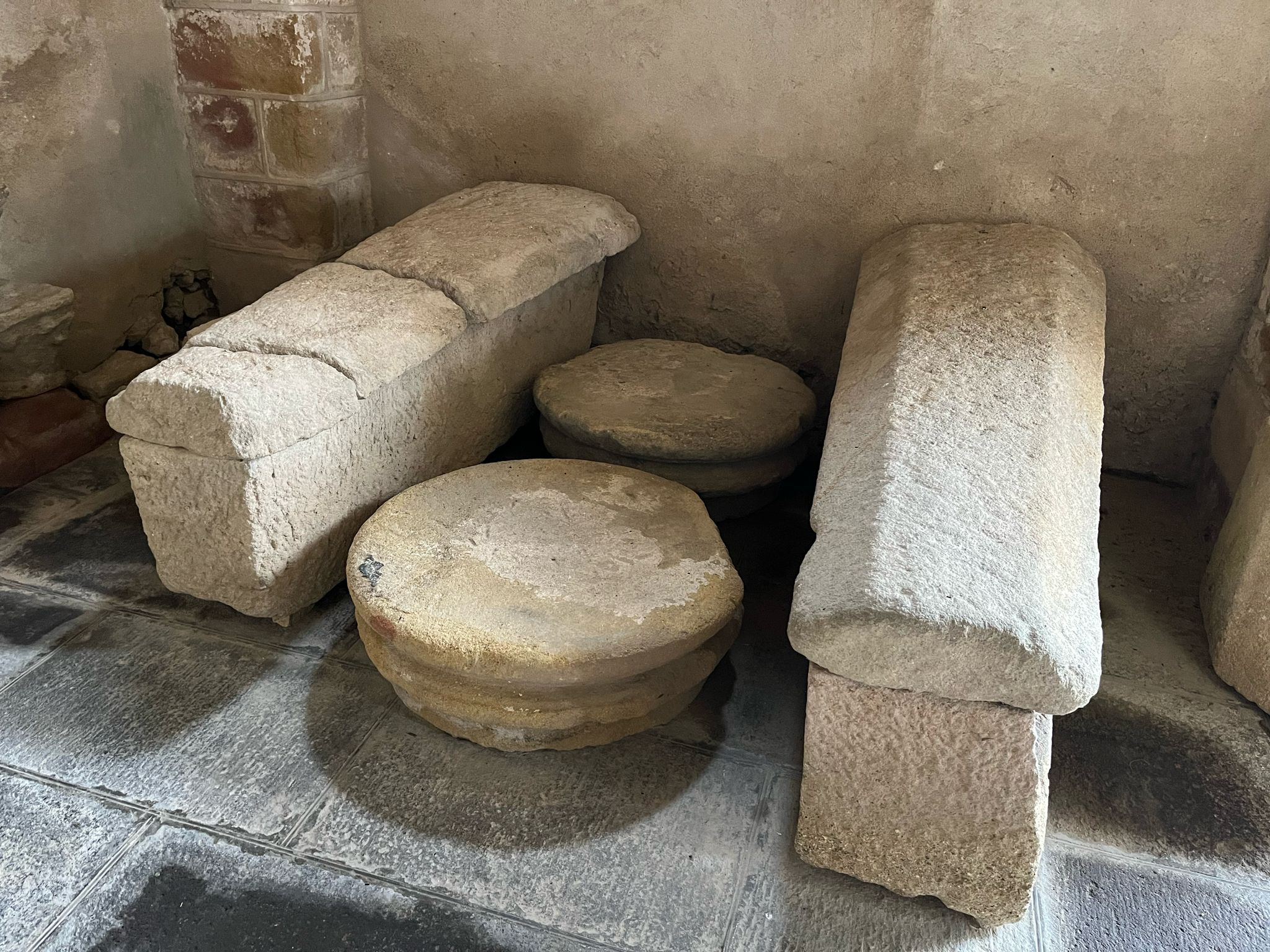
Sarcophages mérovingiens avec fenestella sous le porche de l'église.